# Со (река)
Со (фр. Saulx) је река у Француској. Дуга је 115 km. Улива се у Марну. 